# 傷だらけの天使 (サウンドトラック)
『傷だらけの天使』（きずだらけのてんし）は、日本テレビ系テレビドラマ『傷だらけの天使』のサウンドトラックである。演奏はすべて井上堯之バンド。

## シングル

### 解説
ポリドールレコードより、1974年9月21日に発売された。
バラを持った萩原健一のジャケット写真は加納典明が撮影している。

### 収録曲

#### SIDE-A
1. 傷だらけの天使 –  （1:50）
  - 作曲編曲：大野克夫
2. 天使の憂鬱 –  （1:48）
  - 作曲編曲：井上堯之

#### SIDE-B
1. 天使の享楽 –  （1:46）
  - 作曲編曲：大野克夫
2. 天使の欲望 –  （2:28）
  - 作曲編曲：大野克夫

## 太陽にほえろ！／傷だらけの天使 オリジナル・サウンドトラック主題曲集

### 解説
日本テレビ「太陽にほえろ！／傷だらけの天使」オリジナル・サウンドトラック主題曲集（刑事ドラマ『太陽にほえろ！』の片面ずつのサウンドトラック盤）として、ポリドールレコードから1975年2月21日にLPレコード（規格品番MR-7005）で発売された。
劇中に使用された音源とは異なり、レコーディング用音源。
同じくポリドール・レコードから、1991年12月1日にCD（規格品番POCH-1105）でも発売された。

### 収録曲

#### SIDE-A＜太陽にほえろ！＞
※　全作曲・編曲：大野克夫
1. 「太陽にほえろ！」のテーマ
2. 尾行のテーマ
3. 青春のテーマ
4. 幸福のテーマ
5. 追跡のテーマ
6. 怒りのテーマ
7. 行動のテーマ
8. 追跡のテーマ M2
9. メドレー
  - a.サスペンス M1
  - b.サスペンス M2
  - c.アクションM1
10. 愛のテーマ

#### SIDE-B＜傷だらけの天使＞
1. 傷だらけの天使 –  （1:50）
  - 作曲・編曲：大野克夫
2. 天使の情景 –  （1:43）
  - 作曲・編曲：大野克夫
3. 天使の太陽 –  （1:27）
  - 作曲・編曲：大野克夫
4. 天使の挫折 –  （1:54）
  - 作曲・編曲：井上堯之
5. 傷だらけの天使M2 –  （2:35）
  - 作曲・編曲：大野克夫
  - モノラル音源。
6. 天使の憂鬱 –  （1:48）
  - 作曲・編曲：井上堯之
7. 天使の情景M2 –  （1:14）
  - 作曲・編曲：井上堯之
  - モノラル音源。
8. 天使の享楽 –  （1:46）
  - 作曲・編曲：大野克夫
9. 天使の欲望 –  （2:28）
  - 作曲・編曲：大野克夫

## 傷だらけの天使 ミュージックファイル

### 解説
『伝説のアクションドラマ音楽全集 傷だらけの天使 MUSIC FILE』として、バップレコードから1992年11月1日に規格品番VPCD-80476にて発売された。
既に発売されている音源とは異なり、実際の放送で使われたTV用モノラルレコーディングによるマスターテープからのCD化。
そのためボーナス・トラックに収録されている、井上堯之歌唱の「I STAND ALONE（一人）」のみステレオ音源。
ジャケット内解説には、「傷だらけの天使」音楽マスターテープリストも記載されている。

### 収録曲
1. 傷だらけの天使（TVバージョン） –  （1:50）
  - マスターテープリスト番号：M-1
  - 作曲・編曲：大野克夫
2. 天使の享楽（TVバージョン） –  （1:40）
  - マスターテープリスト番号：M-5
  - 作曲・編曲：大野克夫
3. 傷だらけの天使M2（TVバージョン） –  （2:34）
  - マスターテープリスト番号：M-24
  - 作曲・編曲：大野克夫
4. 綾部と辰巳の共謀 –  （1:42）
  - マスターテープリスト番号：M-8、M-9
  - 作曲・編曲：井上堯之
5. 天使の情景（TVバージョン） –  （1:43）
  - マスターテープリスト番号：M-2
  - 作曲・編曲：大野克夫
6. 天使の挫折（TVバージョン） –  （1:50）
  - マスターテープリスト番号：M-4
  - 作曲・編曲：井上堯之
7. 天使の憂鬱（TVバージョン） –  （1:48）
  - マスターテープリスト番号：M-3
  - 作曲・編曲：井上堯之
8. 孤独のアキラ –  （0:44）
  - マスターテープリスト番号：M-10、M-12
  - 作曲・編曲：井上堯之
9. 天使の情景バリエーション –  （1:50）
  - マスターテープリスト番号：M-25
  - 作曲・編曲：大野克夫
10. 天使の欲望（TVバージョン） –  （2:28）
  - マスターテープリスト番号：M-6
  - 作曲・編曲：大野克夫
11. テーマ・コレクション –  （1:50）
  - マスターテープリスト番号：M-30、M-31、M-33、M-29
  - 作曲・編曲：大野克夫
12. 天使の躍動 –  （2:46）
  - マスターテープリスト番号：M-11、M-34 T-2
  - 作曲・編曲：井上堯之
13. 天使の憂鬱バリエーション –  （1:12）
  - マスターテープリスト番号：M-32、M-27
  - 作曲・編曲：井上堯之
14. 天使の情景M2（TVバージョン） –  （2:00）
  - マスターテープリスト番号：M-28
  - 作曲・編曲：大野克夫
15. 天使の情景バリエーション –  （1:50）
  - マスターテープリスト番号：M-28
  - 作曲・編曲：井上堯之

ボーナス・トラック
1. ブリッジ・コレクション（19曲） –  （1:53）
  - 作曲編曲：井上堯之
2. I STAND ALONE（一人） –  （1:50）
  - 劇中では、デイブ平尾が歌っているが、本CD制作時にはその音源が見つからず、作曲した井上堯之バージョンが収録されている。
  - 歌・作曲・編曲：井上堯之、作詞：岸部修三

### CD制作スタッフ
- 企画、構成、解説 - 高嶋幹雄
- 音源提供 - 渡辺音楽出版、ワーナーミュージック・ジャパン
- マテリアル・コーディネート - 大石稀哉（東宝音楽出版）、高橋二郎
- ディレクター - 遠山高幸
- アシスタント・ディレクター - 坂下尚美
- マスター編集 - 佐藤陽一
- セールス・プロモーション - 植田泰夫
- ジャケット&インナー・デザイン - アートワークス

## 傷だらけの天使 remix サウンドトラック

### 解説
「傷だらけの天使」音源のリミックス・コンピレーションアルバム。2003年12月10日にポニー・キャニオンから発売された。

### 収録曲
1. 傷だらけの天使
  - B級コピー（クレイジーケンバンド）
2. 傷だらけの天使
  - Sunaga t Experience remix
3. 天使の享楽
  - DANCHI MIX:Shunya Shimizu
4. 傷だらけの天使
  - 歌舞伎町 男と女MIX:コモエスタ八重樫
5. 天使の憂鬱
  - COSMIC VILLAGE MIX
6. 傷だらけの天使
  - RDR JAH JAH MIX:REGGAE DISCO ROCKERS
7. 天使の情景
  - SLY MONGOOSE REMIX
8. 傷だらけの天使
  - COCOMO COCONUTS MIX:YOLK feat.Tetsuro Suzuki
9. 天使の情景
  - the middle west’s profundo mix:中西亮輔
10. 天使の情景M2
  - REVISITED:西脇辰弥
11. 傷だらけの天使
  - Jazztronik Session:Ryota Nozaki(Jazztronik)

## 収録アルバム
- ザ・テーマ－日本テレビドラマ主題歌集－70年代～（1992年）- 「傷だらけの天使」収録。
- 俺たちのメロディー（2002年）- 「傷だらけの天使」収録。
- 俺たちのメロディー4（2003年）- デイブ平尾が歌う「I STAND ALONE（一人）」を収録。
- GS卒業生紳士録～AFTER THE G.S.RUSH～（2005年）- デイブ平尾が歌う「I STAND ALONE（一人）」を収録。